# Bangerga, Aland
Bangerga là một làng thuộc tehsil Aland, huyện Gulbarga, bang Karnataka, Ấn Độ.